# Spiracme dura
Spiracme dura is een spinnensoort uit de familie van de krabspinnen (Thomisidae).
De wetenschappelijke naam van de soort werd in 1898 als Oxyptila dura gepubliceerd door William Sørensen.